# Anglikanska gemenskapen i Nordamerika
Anglikanska gemenskapen i Nordamerika (Convocation of Anglicans in North America) är en del av den anglikanska kyrkogemenskapen.

## Namnändringar
Kyrkans namn har hela tiden förkortats CANA men det har uttytts olika:
Första gången nämndes CANA i ett brev från ärkebiskop Peter Akinola, den 7 april 2005, i vilket han meddelade att the Convocation of Anglican Nigerian Churches in America  bildats, som en missionsprovins riktad till nigerianer i USA.
I ett pressmeddelande från Nigerias kyrka, den 15 september 2005 hade man strukit ordet "kyrkor" i namnet så att CANA nu sades stå för the Convocation of Anglican Nigerians in Americas.
Den 16 november 2005 skriver Akinola ett nytt brev, i vilket CANA sades beteckna a Convocation for Anglicans in North America.
Därefter har CANA självt (bl.a. på sin hemsida) sagt att förkortningen står för the Convocation of Anglicans in North America.
Anledningen till att alla hänvisningar till nigerianer ströks i namnet var att vita amerikaner också anslöt sig till kyrkan efter att ha lämnat Amerikanska Episkopalkyrkan i protest mot dess liberalteologiska kurs.

## Ledare
I juni 2006, utsågs Martyn Minns, präst och föreståndare för Truro Church i Fairfax, Virginia till missionsbiskop för CANA, av Nigerias kyrka. Minns vigdes till biskop i Abuja, Nigeria i augusti 2006 och installerades i sin uppgift i maj 2007. 
Utnämningen var kontroversiell. Ärkebiskopen av Canterbury och dennes kollega inom Amerikanska Episkopalkyrkan hade motsatt sig densamma. I maj 2007, valde ärkebiskopen av Canterbury att stryka Minns från inbjudningslistan till Lambethkonferensen 2008.